# 台灣海峽航行自由
台灣海峽航行自由即船隻通行台灣海峽之自由，存在有臺灣海峽內海化和臺灣海峽國際化兩個相互競爭的主張。
中華人民共和國政府基於一個中國原則，主張台灣（台灣本島及附屬島嶼）為中華人民共和國領土，台灣海峽海域为中国的內水、领海、毗连区和专属经济区，中華人民共和國對台灣海峽享有完全的主權、主權權利和管轄權，並认为《国际海洋法》上根本没有“國際水域”（英語：international waters）一说。中華民國政府认为，中華人民共和國政府不承認中華民國為主權國家，主張“台灣海峽非國際水域”，即是企圖使“台灣海峽內海化”。
与之相对的词语则是臺灣海峽國際化。美國、英國、加拿大與日本等國，認為根據《聯合國海洋法公約》，台灣海峽為國際水域，國際船隻可以無害通過。中華民國政府認為除中華民國領海外，台灣海峽中間為國際海水域，允許其他國家船舶依照國際法規定無害通過、自由航行。法律实践中，中华民国司法机关依照相关法律条文设立臺灣地區限制或禁止水域，禁止中國大陸居民、船只未经允许进入、航行臺灣地區。

## 法律依據

### 國際法
根據《聯合國海洋法公約》，台灣海峽兩岸以12海浬自陸地向外延伸的領海，並未完全涵蓋台灣海峽；海峡最大宽度不超过350海里:148，最窄處亦有72.2海浬寬，兩岸12海浬以外均不屬於領海範疇。同樣依照公約，領海以外，尚有从基线起延伸24海里、领海再向外拓宽12海里的毗连区，適用沿岸國法律。从基线开始還有延伸200海里的專屬經濟區，各國均有航行、飞越、铺设海底电缆和管道的自由，但不得从事危害沿海国主权和安全的活动。不同於法律上所說的“公海”（英語：high seas），“國際水域”（英語：international waters）是對領海以外的海域的非正式說法。
傅崐成、刘先鸣指出据现行海洋法12海里为最大领海宽度的规定，台海海峡属于“宽海峡”，与沿海国拥有的“领海峡”相对。依据《聯合國海洋法公約》第36条，在“宽海峡”内有“在航行和水文特征方面同样方便的一条穿越公海或穿越专属经济区的航道”，则公约第III部分关于“用于国际航行的海峡”的规定不适用于该海峡。在这种航道中，应依据航道水域本身的法律性质（公海或专属经济区）而适用公约相关部分关于航行自由或飞越自由的规定。在領海範圍外，外国船舶享有无害通过权；在专属经济区内，外国船舶和航空器享有《聯合國海洋法公約》第58条所规定的航行自由和飞越自由。海峽兩岸在海洋法立场一致:145。
漢堡大學國際海洋法教授普洛斯（Alexander Proelß）在接受《德國之聲》採訪時表示，《聯合國海洋法公約》規定船隻在專屬經濟區有航行自由但並未區分戰艦和商船，包括中華人民共和國在內的一些國家認為航行自由不包括軍艦，而大約四分之三的國家則不這麼認為，因此存在爭議。美國並不是《聯合國海洋法公約》締約方，其所認定的海洋法規則認為，沒有完全與領海重疊之國際海峽中的公海或專屬經濟區可以公海航行自由通行之。

### 國內法
對於外國船隻在台灣海峽內之領海的無害通過權，中華民國和中華人民共和國分別依照《領海法》與《領海法與毗連區法》要求提前進行報備，而美國表示並不接受。
自1949年6月起，中華民國國軍由遼河至閩江沿岸領海對中國共產黨政權实行军事封锁。1950年扩大封锁区域至廣東，基本封锁了中国大陆全部海岸线。1979年9月12日，中華民國政府發佈公告中止《戡乱时期截断匪区海上交通办法》，有研究者将之视为法理上终止关闭政策:99。藉由关闭政策，中華民國政府劫了140多艘船，為政府提供急需物資與金錢。但此政策不被國際承認，各國船隻仍前往中國大陸，结果多次被中華民國政府攔截、搶奪，包含德國、英國、波蘭、日本、荷蘭、蘇聯等國的船隻。
允许中華民國海軍、中華民國空軍搜捕、击毁中华人民共和国籍船只的《投匪資匪之輪船公司及船隻緊急處置辦法》直到1992年1月方才廢除。1992年7月，立法院三读通过《臺灣地區與大陸地區人民關係條例》。10月7日，中華民國國防部依《臺灣地區與大陸地區人民關係條例》第二十九条，公告“臺灣地區限制或禁止水域”范围。相关案例中，该条文成为禁止中國大陸居民、船只未经允许进入、航行臺灣地區的法律依据。

## 主張

### 台海國際化
2022年6月14日，中華民國大陸委員會透过书面方式對此提出抗議，稱“中華民國是主權國家，在所屬島嶼及其海空域享有主權、既有權利及管轄權；兩岸互不隸屬是事實、台灣更非中華人民共和國一部分。中共片面對台灣及台灣海峽宣稱之主張，企圖將‘台灣内國化、海峽內海化’，完全違反國際法及台海事實現狀[……]我政府認為，台灣海峽是國際水域，屬於我國領海範圍以外的水域均適用國際法「公海自由」原則；我國向來尊重外國船舶在台灣海峽任何符合國際法的行動，包括無害通過，我方理解並支持美國等自由航行任務對促進區域和平穩定的助益”。2022年6月，美国国务院回应说，“台湾海峡是一条国际水道，这意味着台湾海峡是公海自由航行的区域，在国际公约的保障之下，具有包括航行和飞越的自由”。
2024年7月5日，哈德遜研究所和国防院（INDSR）在台北共同举办研讨会。哈德遜研究所中国中心主任余茂春提出两点建议，首先是不要怕中共，第二是大家要联合起来对抗，中共最怕被大家联合对付，所以台湾一定要国际化。余茂春强调，中共过去称台湾海峡是红线，美国军舰都不能过，完全是胡说八道，所以在他参与美国川普政府团队的那两年半内，美军总共通过台海59次，把台湾海峡国际化就是对台湾最好的保护。

### 台海內水化
在2000年後，中華人民共和國經由國台辦對外宣稱台灣海峽非國際海域。
2010年代起，中国人民解放军开始绕台湾岛巡航。同时，中国人民解放军军机越过臺灣海峽中線成为常见。除中華民國國軍外，外國軍艦航行通過或軍機飛越台灣海峽视为軍事挑釁，“進而衍生台海和平穩定和國家安全問題、有干涉台灣問題意圖”。
2022年6月12日，时任中华人民共和国国防部部长魏凤和出席新加坡举办的第19届香格里拉对话，以「中国对地区秩序的愿景」议题发言。有报道指，魏凤和出席会议时宣稱「台灣海峽是中國的內海」。对于这一说法，存在一定质疑。魏凤和发言重申台灣問題是“中國內政”，且若有人把台灣分裂出去，一定會“不惜一戰”。並未提及台灣海峽的法律地位。6月13日，中华人民共和国外交部发言人汪文斌在記者會中否認存在台灣海峽中線，宣稱中華人民共和國對於整個台灣海峽有實際管輤權。
2022年6月，中國國民黨國際事務部主任黃介正，發表聲明認為台灣海峽非國際海域。民進黨對此提出批評，中國國民黨在壓力下，認為他只是個人意見，聲明支持各國在台灣海峽公共海域的自由航行權。
2022年6月13日，时任中华人民共和国外交部发言人汪文斌在记者会中宣称，“国际海洋法上根本没有国际水域一说”“有关国家声称台湾海峡是国际水域，中方坚决反对”。同时他表示，根据《聯合國海洋法公約》和中国国内法，台湾海峡水域由两岸的海岸向海峡中心线延伸，依次为中国的内水、领海、毗连区和专属经济区，强调中国对台湾海峡享有主权权利和管辖权。美国政府拒绝中国有关台湾海峡不是国际水域的论述。
2024年金門近海快艇翻覆事故后的3月13日，中共中央台湾工作办公室發言人陈斌华在例行新聞發佈會上表示，“民進黨當局利用‘2.14惡性撞船事件’，站隊美國，並支持美方所謂的臺海‘國際水域說’，企圖將臺灣海峽國際化”，強調海峽兩岸都是中國的領土，中國對臺灣海峽享有主權、主權權利和管轄權，根據《聯合國海洋法公約》和中國國內法，臺灣海峽水域分別為中國內水、領海、毗連區和專屬經濟區。事实上，国际海洋法也根本就没有“國際水域”一说。他補充根據《聯合國海洋法公約》相關條款規定，其他國家的船舶可以“無害通過”臺灣海域部分水域，臺灣海峽一直是全球貿易最繁忙的運輸通道之一。

## 影響
韓國與美國擔心，在中華人民共和國達成台灣海峽內海化之後，可能企圖進一步完全控制黃海，將黃海內海化，以阻止日本海上自衛隊、與駐韓美軍支援台灣，來達成中國統一的目標。同時，這將影響到韓國與日本安全。美國作家白邦瑞認為，為達成中國崛起，擊敗美國，使中國稱霸，習近平正在推動由堪察加半島到大巽他群島島鏈的西方完全由中國海軍控制，使東海、黃海、沖繩列島、台灣海峽、以至於南海，都成為中國內海。